# Sonate pour piano
Pour les articles homonymes, voir Sonate pour piano (homonymie).
Une sonate pour piano est un morceau de musique pour piano seul et de forme sonate. Cette forme de musique instrumentale offre un cadre pour l'expression de pensées musicales souvent opposées. Elle est formée de plusieurs mouvements, chacun pouvant à son tour être structuré en phrases. Elle se développe au cours du XVIIe siècle à partir d'autres formes musicales, comme genre d'œuvre pour un instrument à clavier. Elle reçoit sa première forme codifiée de Joseph Haydn. Pendant plus de 150 ans, elle reste une des formes centrales de la musique pour piano, avec des changements de forme internes et externes. Les sonates pour piano de Beethoven représentent un sommet du genre. Dans le romantisme, elles changent fortement dans leur contenu et leur forme, et disparaissent à vue d'œil au plus tard au début du XXe siècle avec l'arrivée de la musique atonale. Le concept théorique de sonate a été ultérieurement élaboré en musicologie par abstraction à partir de quelques œuvres, mais, dans sa simplification, ne correspond largement pas à la réalité musicale.

## Le concept de sonate
Le mot « sonate » (de l'italien sonata) provient du verbe italien sonare (sonner) et signifie « morceau sonnant ». On a désigné par sonate pour piano, de 1650 jusqu'à présent des œuvres musicales de genres variés, si bien qu'il n'est pas possible de trouver une définition générale. Au sens étroit, ne tombent sous le concept de sonate que des œuvres qui remplissent les définitions de la sonate classique, et dont le premier mouvement obéit à la forme sonate. Ceci donne un schéma simplifié pour l'exposition, le développement et la réexposition du premier mouvement : 
|                 |                                       | Exposition       |            |            |
| Thème principal | Transition                            | Thème accessoire | Résolution | Conclusion |
| Tonique         | Modulation                            | Dominante        | Dominante  | Dominante  |
|                 |                                       |                  |            |            |
|                 |                                       | Développement    |            |            |
|                 | Travail varié sur les thèmes          |                  |            |            |
|                 | Touche les tonalités les plus variées |                  |            |            |
|                 |                                       |                  |            |            |
|                 |                                       | Réexposition     |            |            |
| Thème principal | Transition                            | Thème accessoire | Résolution | Conclusion |
| Tonique         | Sans modulation                       | Tonique          | Tonique    | Tonique    |

- Une articulation globale de la forme musicale en plusieurs mouvements, la plupart du temps trois, notamment chez Joseph Haydn et spécialement Mozart : rapide – lent – rapide, avec les caractérisations dramatique — lyrique ou chantant, souvent en forme de chant — et souvent dansant ou badin[2].
- Dans le premier mouvement, une articulation en une présentation du thème (Exposition), avec une introduction antéposée souvent lente, puis un développement avec modulation et retravail du thème en variations, et enfin réexposition, la plupart du temps dans la tonique, avec des exceptions, par exemple dans KV 545, et pour finir parfois une coda.
- Dans le premier mouvement, il y a en général une division tonale de l'exposition entre le thème principal (tonique) et les thèmes secondaires (dominante)[3].

Cette forme peut être constatée dès Haydn et devient progressivement obsolète à partir de la fin de Beethoven, et au plus tard avec le romantisme. À partir de 1900, il ne reste guère plus que le pur concept, ou le titre de sonate, auquel le concept défini par la théorie de sonate ne correspond plus guère. Des œuvres du XXe siècle portent encore le titre de sonate pour piano, tout en récusant explicitement tout rapport avec la tradition de la sonate, comme la troisième sonate pour piano de Pierre Boulez.
Le concept de « sonatine » désigne au XVIIe siècle souvent les mouvements d'entrée de suites, et plus tard de petites sonates plus faciles à jouer, qui n'ont pour la plupart aucun développement ou très court.

## Le concept de «clavier»
Jusque vers le milieu du XVIIIe siècle, le clavier peut désigner en principe n'importe quel instrument à clavier, comme le clavecin, le clavicorde et le piano et même l'orgue.
Le développement musical de la sonate pour piano dépend encore plus que pour d'autres genres de la mise au point de l'instrument à clavier. C'est ainsi que le clavecin ne permet aucune dynamique par l'attaque, mais seulement par changement de registre (dynamique en plateaux discontinus). Sur le clavicorde par contre, on peut obtenir une dynamique sans discontinuité. En outre, le clavicorde permet un trémolo, une sorte de vibrato, sur une corde déjà frappée, mais il ne possède qu'un volume faible, pour un ambitus limité.
La musique pour piano comme concept courant aujourd'hui apparaît rationnellement seulement avec les possibilités techniques et les idéalisations sonores du piano construit par Bartolomeo Cristofori à partir de 1698. Néanmoins, on continue à désigner aujourd'hui des œuvres pour clavecin comme des œuvres pour piano ou des sonates pour piano.

## Débuts
Si l'on ne prend pas le clavecin comme point de départ, mais en général l'ensemble des claviers, le début du genre peut être repéré en 1605, quand l'Italien Adriano Banchieri donne à ses compositions pour orgue le titre de Sonate ou Sonata.
Les premières œuvres conservées aujourd'hui nommés sonates pour piano, proviennent du compositeur Gioan Pietro Del Buono de Palerme. Il s'agit d'élaborations sur l'Ave Maris Stella de 1645. Des œuvres isolées pour instruments à clavier intitulées sonate ont suivi, par exemple celles de Gregorio Strozzi de 1687.

## Baroque et classique débutant

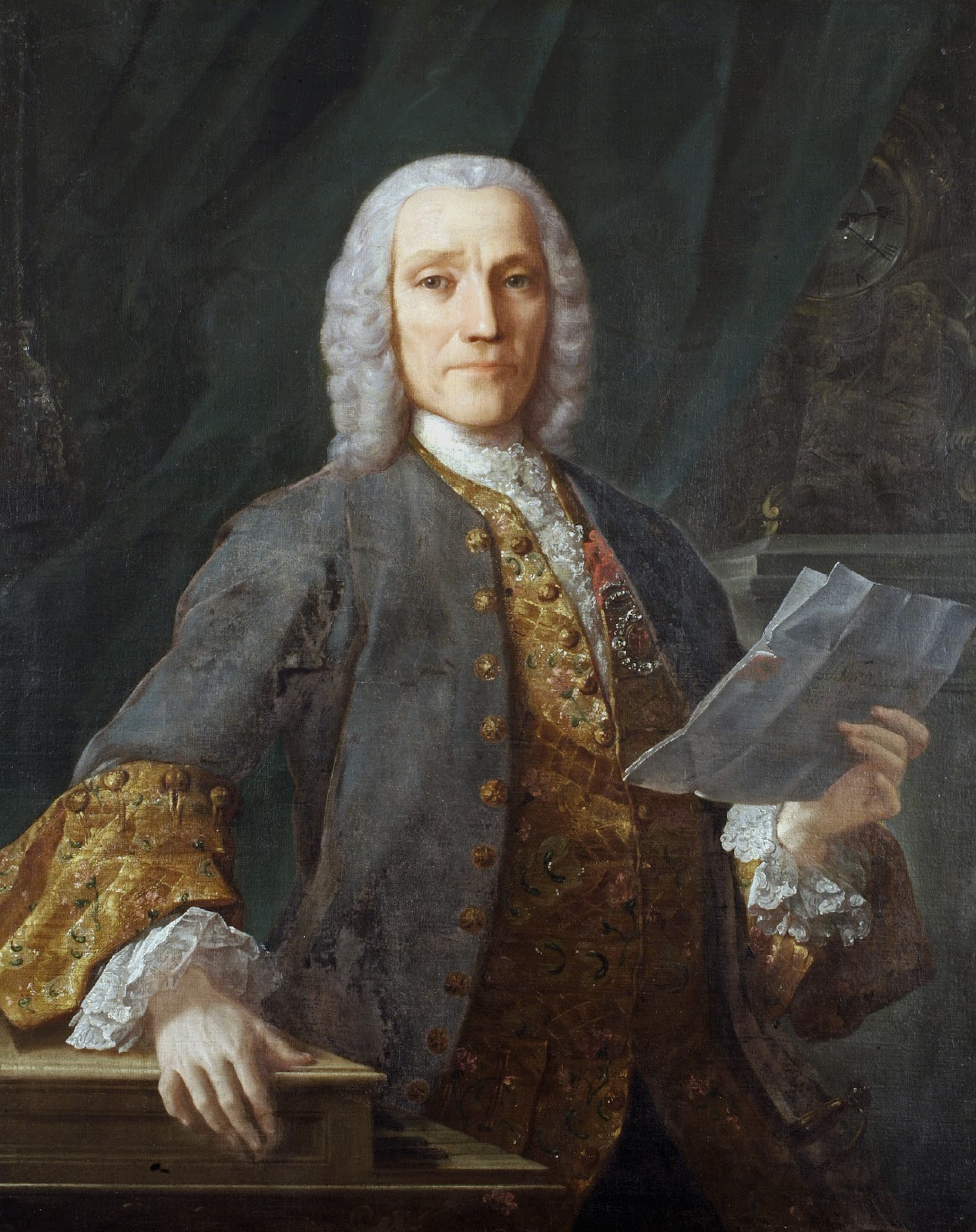
Domenico Scarlatti, portrait par Domingo Antonio Velasco (1738).

Au début du XVIIIe siècle, les sonates pour piano deviennent un genre populaire. De nombreux compositeurs écrivent des œuvres pour piano ou clavecin, qu'ils appellent sonate. 

### Baroque
Une évocation précoce en théorie de la musique se trouve dans le dictionnaire musical de Sébastien de Brossard (1703). Le concept de sonate y est dans son contenu largement indéfini, et est librement échangeable avec des désignations comme toccata, canzone, fantaisie, et d'autres.
La première série de sonates pour piano connues au loin a été écrite par le cantor de Saint Thomas Johann Kuhnau. Il s'agit des Musicalischen Vorstellungen einiger biblischer Historien, in 6 Sonaten auff dem Claviere zu spielen (Représentations musicales de quelques passages bibliques, à jouer sur le piano en 6 sonates), parues en 1700 à Leipzig. Ces œuvres sont considérées comme le début des sonates pour clavier allemandes. Les pièces figuratives reproduisent divers passages de l'Ancien Testament sur l'instrument à clavier. Kuhnau écrit à ce propos : 

« … pourquoi ne pourrait-on pas justement maltraiter ces passages sur le clavier comme sur d'autres instruments ? Puisqu'aucun autre instrument n'a jamais fait discuter la précédence sur le clavier en matière de plénitude. »

Il peut s'agir ici de formes cycliques ou de mouvements isolés. Ainsi, Domenico Scarlatti écrit à la cour d'Espagne environ 555 morceaux à un seul mouvement, où il rapproche des formes baroques et classiques, des influences du folklore espagnol, ainsi que de la virtuosité et de la sensibilité. On y trouve déjà en partie anticipés le cycle des mouvements et la forme des mouvements de la sonate. Avec les sonates dont peu ont été imprimées de son vivant, Scarlatti est considéré comme un compositeur important de ce genre. La nouvelle forme musicale s'étend rapidement. D'autres compositeurs de sonates de la péninsule ibérique sont par exemple le Père Antonio Soler ou Carlos de Seixas.
Les compositeurs tant français qu'italiens évitent largement la désignation de sonate quand il s'agit de morceaux pour piano seul. Par exemple, François Couperin utilise le concept d'ordre pour ses œuvres pour piano, qui sont en réalité des suites consistant en plusieurs mouvements de danse successifs, tandis que Jean-Philippe Rameau publie ses œuvres sous le titre de Pièces de Clavecin. Dans ces régions, le concept de sonate est plutôt utilisé pour des œuvres pour instruments mélodiques, éventuellement accompagnés de basse continue. Un exemple typique en est la sonate en trio. Dans l'abondante œuvre pour clavier de Johann Sebastian Bach, il n'existe, avec les BWV 963 et 964 (une adaptation de la sonate pour violon solo en la mineur), que deux œuvres pour clavier portant le titre de sonate.

### Classique précoce
Au nord des Alpes ne commence une composition régulière et systématique de sonates pour piano qu'avec la génération des fils de Johann Sebastian Bach. C'est ainsi que Carl Philipp Emanuel Bach écrit de nombreuses sonates pour piano et fait aussi la différence entre le piano (à marteaux) et le clavecin. Les fils de Bach vivent exactement à l'époque de la relève du clavecin par le piano.
Le développement du clavicorde et du piano permet une mutation profonde dans la composition. Tout d'abord, les compositeurs utilisent dans leurs compositions pour piano seul la possibilité de différenciation dynamique dans un espace restreint comme paramètre de style. Les fils de Bach en font un usage intense, en particulier Carl Philipp Emanuel et Johann Christian. On en vient à l'émergence du style galant et sentimental dans la musique pour piano. 

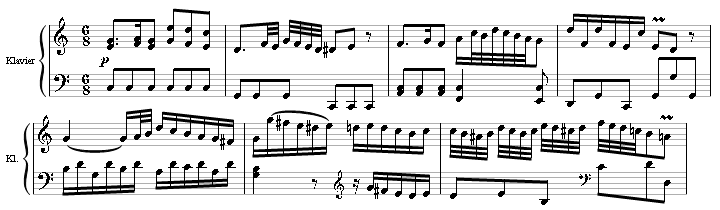
Extrait de l'adagio de la sonate pour piano en fa majeur de Carl Philipp Emanuel Bach

Les œuvres de Carl Philipp Emanuel Bach et de son presque contemporain Joseph Haydn acquièrent pour les compositeurs ultérieurs, en particulier Mozart et Beethoven, un caractère modèle. Bien que ni la suite des mouvements ni la forme ne soient écrites, la pluralité des mouvements devient une règle. Toujours plus, la forme caractéristique est l'entrelacement d'un mouvement lent entre deux rapides. Johann Christian Bach a particulièrement avancé au sein des thèmes des périodes de deux phrases à quatre temps, en écho, une d'introduction et une de conclusion. Le thème principal généralement cantabile est suivi par une improvisation généralement libre, sans que se forme clairement un thème secondaire clairement défini comme à l'époque classique. Dans les quelque 150 sonates de Carl Philipp Emanuel Bach, réputé comme un représentant typique de la nouvelle sensibilité, l'opposition entre des thèmes musicaux différents est en revanche, travaillée plus clairement et avec plus de contrastes. Ceux-ci y sont souvent des développements à partir d'élaborations très figuratives sur un noyau thématique commun. Cependant il est difficile de séparer clairement, dans ses sonates de haute virtuosité, inventives et parfois futuristes dans leurs harmonies, les parties purement thématiques, expressives ou plutôt fantaisistes.
Giambattista Martini, avec ses sonates tardives, se tourne vers le style de Johann Christian Bach et du jeune Mozart. Il faut évoquer aussi les sonates classiques précoces de Pietro Domenico Paradisi et de Baldassare Galuppi. Les œuvres de Friedrich Wilhelm Rust sont futuristes. Jiří Antonín Benda écrit 16 sonates et 34 sonatines.
À la cour du prince électeur Charles Théodore de Bavière, un groupe de compositeurs travaille et a une influence décisive sur le développement du style instrumental de l'époque classique. Cette école, que l'on appelle école de Mannheim, comprend notamment Johann Stamitz, Ignaz Holzbauer et Christian Cannabich. Sa contribution la plus importante dans le domaine de la sonate pour piano est l'introduction d'un dualisme de thèmes marqué. Face au thème principal du mouvement figure un thème au mieux équivalent. À l'exécution, l'un des thèmes est privilégié, ou les deux sont traités sur le même pied. Cette nouvelle technique trouve rapidement une application dans le domaine symphonique. Une innovation importante aussi est le motif Mannheim, une gamme crescendo rapide dont la dynamique se distingue de la nuance baroque, discontinue.

## Classicisme
Pendant la seconde moitié du XVIIIe siècle, la sonate pour piano dérive de deux genres et ceci détermine sa forme de l'époque : du concerto classique et de la sonata da camera, qui correspond à peu près à la suite baroque dans la suite des mouvements. Un rôle secondaire, parmi les formes baroques, est joué par la sonata da chiesa.
À partir de 1770 au plus tard, il devient difficile d'avoir une vision générale qualitative et quantitative sur l'ensemble des œuvres sonates pour piano. Sur le plan de l'histoire du genre, il est important de citer les sonates de Johann Christian Bach, mais aussi celles de Muzio Clementi, Joseph Martin Kraus, Georg Christoph Wagenseil et de nombreux autres. Outre les œuvres à deux mains naissent — même si en bien plus faible nombre — des sonates pour piano à quatre mains ou pour deux pianos (par exemple celles de Mozart, Jean-Chrétien Bach ou encore Clementi). La sonate pour piano mise au point en Italie s'est aussi établie dans d'autres pays et centres culturels.

### Classicisme viennois
La sonate pour piano atteint son premier sommet dans l'histoire des genres musicaux sans aucun doute pendant le classicisme viennois. Joseph Haydn (52 sonates), Wolfgang Amadeus Mozart (18 sonates) et Ludwig van Beethoven (32 sonates) sont considérés comme les compositeurs de sonates pour piano les plus importants.
Sur l'exemple de trois sonates pour piano de Mozart, on peut voir la variété de la séquence des mouvements : 
- La sonate en mi-bémol majeur KV 282 (1774) commence par un mouvement lent, suivi par un menuet en trio (désigné par Mozart comme Menuet II) et la sonate se termine sur un mouvement rapide. La parenté avec la sonata da camera est proche.
- Par opposition, la sonate en ré majeur KV 576 (1789) est une œuvre très brillante, dont la technique des mouvements est fortement influencée par le concerto, jusqu'au contraste reconnaissable entre tutti et solo
- La sonate en la majeur KV 331 (1778) commence par un mouvement de variations en six parties sur un thème chantant connu (qui a aussi été retravaillé par Max Reger dans ses Mozartvariationen op. 132). Elle continue avec un menuet en trio, suivi du célèbre mouvement à 2/4 temps, le rondo alla Turca en la mineur, dont la fougueuse coda se termine en majeur.

#### Joseph Haydn
Dans l'œuvre de Joseph Haydn, les 52 sonates pour piano jouent aussi un rôle important comme champ d'expérimentation innovant de modèles, qui seront réalisés plus tard sous forme orchestrale. 

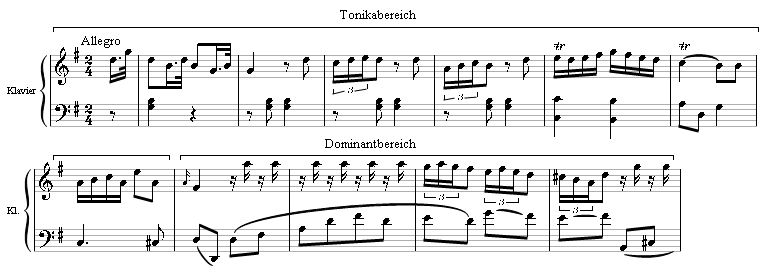
Mesures de 1 à 12 du premier mouvement de la sonate en sol majeur de Haydn Hob. XVI/8 - Tonique ; dominante.

Ses sonates ont plutôt été amenées à une unité par leurs relations harmoniques que par des rapports thématiques et par les oppositions à la définition classique de la sonate. De petits groupes de mesures sont souvent associés de façon souple. La fonction régulatrice de l'harmonie domine sur la formation des thèmes. C'est ainsi que dans les premières mesures du premier mouvement de la sonate en sol majeur (Hob.:XVI/8) apparaissent comme des mots souplement alignés, des figures en triades et des élans, plutôt que comme des thèmes réellement délimitables. Cette exposition est maintenue ensemble premièrement par un passage progressif du domaine de la tonique à celui de la dominante. L'opposition réclamée par la suite entre thèmes principal et secondaire n'est pas toujours définissable avec précision. La démarche de Haydn correspond ici plutôt aux idées de Heinrich Christoph Koch : « Ein Nebengedanke muß immer so beschaffen seyn, daß er uns wieder zur Hauptvorstellung leitet. » (Une idée secondaire doit toujours être conçue de façon à nous ramener à l'idée principale).
Les premières sonates de Haydn, comme la sonate en ut mineur no 20 sont influencées de façon sensible par les travaux formels de Philipp Emanuel Bach — et moins par leur expressivité. Il y reste en partie encore attaché au style du divertimento baroque avec une succession simple des mouvements.
Entre 1760 et 1767, il crée des œuvres qui échangent — en utilisant des possibilités « extrêmes » encore inutilisées de l'instrument — entre la polyphonie, le mouvement en accords et les passages d'improvisation. Outre les facteurs déjà cités, on peut remarquer comme allusions à Philipp Emanuel Bach les contrastes soudains de motifs, les accélérations par répétitions de motifs en accroissant les intervalles ainsi que les ruptures abruptes par des silences et des points d'orgue.
Dans les sonates à partir de 1773, mieux orientées sur la formation des thèmes et leur élaboration, plus équilibrées sur le plan formel et largement jouées, on voit en général le « Haydn classique » et un « modèle précoce de la forme de sonate ». La formation des thèmes y prend certes notablement de l'importance vis-à-vis de l'harmonie générale, mais doit être cependant définie comme monothématique.
Les sonates à partir de 1780 sont progressivement influencées par une « individualisation de l'expression » rappelant Beethoven, et par un travail rigoureux sur le thème et la forme plutôt que sur les variations mélodiques, sous l'influence de Mozart. 
Beaucoup d'œuvres du groupe de sonates à partir de 1790, comme la sonate en mi-bémol majeur de 1794 (Hob.XVI:52), se distinguent alors par une variété harmonique étendue ainsi qu'une dynamique différenciée.
Bien que Beethoven reprenne plus tard beaucoup des procédés de conception de la sonate de Haydn, il serait faux de prendre pour « typique de la sonate » la pensée musicale de Haydn, plutôt reliée à l'idée baroque de l'unité monothématique des affects d'un mouvement.

#### Wolfgang Amadeus Mozart
Mozart a écrit 18 sonates jouées avec un égal plaisir par les apprentis pianistes et les pianistes de concert. Contrairement à Haydn, au moins dans ses débuts, il compose des groupes de thèmes plutôt souplement reliés entre eux, appuyés sur Johann Christian Bach, chantants et mélodiques. Le lien est surtout fait par associations et très souvent, outre l'enchaînement des éléments thématiques, aucune conséquence logique approfondie n'est tirée,. Un exemple en est la sonate KV 332, où les 93 premières mesures sont liées aux six formations thématiques, sans rapports compréhensibles entre elles. Et dans l'exécution, où émergent à la place de nouveaux thèmes, elles ne sont qu'à peine rappelées. 
Dans les premières sonates, de KV 279 à 284, on peut encore constater un lien relativement fort avec des formes d'accompagnement standardisées, telles que basse d'Alberti ou de Murky et/ou un mécanisme formel, comme un don d'invention mélodique moins riche et plastique par comparaison avec des œuvres plus tardives. Dans les œuvres de ses périodes de Mannheim et de Paris, à partir de KV 309, la forme devient bien plus libre, multiforme et naturelle. C'est ainsi que la sonate en la majeur KV 331, composée d'un mouvement de variations, d'un menuet et du rondo bien connu « Alla turca », n'a, comme plus tard la sonate pour piano de Beethoven no 12 en la-bémol majeur, op. 26, aucun mouvement en forme sonate. Ces œuvres consistent en une richesse presque inépuisable d'idées mélodiques. Une première irruption de dureté et de tragique impitoyables en avance sur Beethoven et Schubert arrive dans la sonate en la mineur KV 310.
Dans les sonates ultérieures, à partir de KV 475, on peut constater une concentration sur le travail sur les thèmes au sens de Haydn, comme l'influence de manières et formes d'écriture baroques comme la fugue ou la suite, qui reposent probablement sur l'opposition intense de Mozart avec J.S. Bach et Haendel. Ceci s'observe par exemple sur le développement linéaire des thèmes, souvent à deux voix, de KV 494 à 533. Les œuvres dramatiques en do mineur KV 475 et 457, par opposition, se rapprochent dans leur expression et leur formation des sonates de Beethoven. C'est ainsi que Paul Badura-Skoda et Richard Rosenberg montrent en détail les similitudes frappantes entre la sonate 14 en do mineur (KV 457) et la sonate pathétique, op. 13 de Beethoven,.

#### Ludwig van Beethoven
Les 32 sonates pour piano de Beethoven représentent un sommet et un virage dans l'histoire de la sonate pour piano. Dès l'origine, elles ont toujours conduit des savants, des écrivains et des artistes à des analyses et parfois à des analogies lyriques osées ou à des spéculations philosophiques,,,. Beethoven y sonde les limites formelles, harmoniques et autres entre la sonate et la musique pour piano presque jusqu'à leurs limites, et les franchit progressivement dans ses dernières sonates. Beethoven fait le lien entre les ères du classicisme et du romantisme même dans ses sonates pour piano. Hans von Bülow a résumé leur importance comme suit : 

« Les préludes et fugues du clavier bien tempéré sont l'Ancien Testament, les sonates de Beethoven le Nouveau Testament du pianiste. »

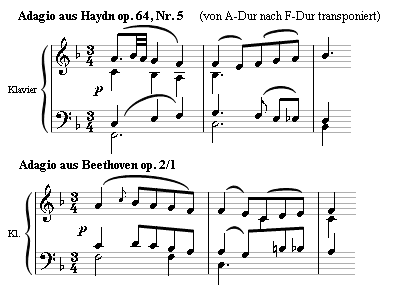
Comparaison de l'adagio de l'op. 2/1 de Beethoven et de l'op. 64/5 de Haydn

La division en trois, favorite bien que contestée, distingue entre Beethoven précoce, moyen et tardif (pour les sonates, environ op. 2 à 22 – op. 26 à 90 – op. 101 à 111).
Dans la première phase, les exigences classiques sur les mouvements des sonates et la formation des cycles sont formulées plus complètement, et reliées avec des inspirations extrêmement riches. C'est ici que l'on reconnaît le plus clairement la forme du mouvement sonate. Dans la période moyenne, la volonté d'une formation organique de l'ensemble de l'œuvre à partir de matériaux thématiques homogènes est progressivement plus déterminante, avec inclusion d'expériences musicales,. Une volonté d'expression individuelle, qui ignore progressivement les exigences formelles et s'oriente sur des « reproches poétiques » extra musicaux, dépasse peu à peu les formes traditionnelles. L'œuvre tardive, souvent désignée comme philosophique, spéculative ou incompréhensible, est marquée par des tendances partiellement contradictoires. Face au mépris radicalisé des conventions musicales et aux exigences techniques encore augmentées, on retrouve en partie des réminiscences à ses propres œuvres précoces, l'incorporation de formes baroques (fugues) ainsi qu'un grain réduit, amenuisé.

##### Phase précoce
Les premières sonates de Beethoven sont — malgré toute leur autonomie — marquées par l'effort pour remplir les exigences canoniques des règles traditionnelles. La périodisation conventionnelle en groupes de deux, quatre ou huit temps est observée avec précision. La formation des thèmes consiste principalement en matériel musical de base, ainsi que d'accords de trois notes, de parties de gamme ou de simples appogiatures, couplés à des figures d'accompagnement typiques de l'époque. On n'entend pas d'allusion stylistique à Haydn ou à Mozart. Les deux avaient marqué Beethoven dans sa jeunesse. Ceci se voit clairement en comparant l'adagio de Beethoven op. 2/1 avec le quatuor à cordes op. 64, no 5 de Haydn. Mais cela change déjà avec la sonate en mi bémol majeur op. 7, de forme bien plus individuelle, et étendue dans ses proportions, et avec l'op. 10/1 qui reprend pour la première fois de façon cohérente le « principe dialectique des thèmes ». 

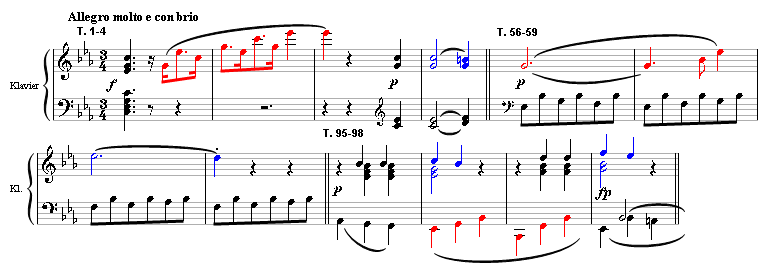
Formation en contraste : accord de trois notes et formation d'appogiatures dans l'op. 10/1

Beethoven utilise ici de façon cohérente le principe ultérieurement nommé principe de dérivation en contrastes, avec lequel des thèmes différents, voire contradictoires sont élaborés à partir d'un noyau structurel commun, et surmontent ainsi la différence entre l'exposition d'un thème et son développement. Le dualisme cependant marqué des thèmes, que Beethoven a de plus en plus souvent réalisé, y est important. Le contraste entre les 8 premières mesures de triades pointées forte, et sa dissolution en appogiature piano se montre aussi la base de la transition suivante, le deuxième thème à partir de la mesure 56, ainsi que le groupe de conclusion à partir de la mesure 94. L'œuvre la plus populaire de cette phase est la Pathétique (op. 13), en style héroïque, entièrement conçue vers l'effet extérieur. Avec cette œuvre, le jeune artiste se présente au public pour la première fois comme le pianiste de ses propres œuvres.

##### Période moyenne
À partir de la sonate nº 12 (op. 26), la forme sonate devient de plus en plus maltraitée tant dans sa composition externe que dans l'interne. Ceci se voit déjà dans l'op. 26, qui ne présente que peu de similitude avec la constitution d'une sonate avec son premier mouvement, un andante avec variations, et la marche funèbre de son troisième mouvement.
| !0 | !20% | !40% | !60% | !80% | !100% |

| 30 | 45 | 25 |

| 35 | 15 | 30 | 20 |

| 40 | 20 | 40 |

| 18 | 5 | 40 | 37 |

| 20 | 15 | 65 |

Les proportions et fonctions des divers mouvements changent. Le centre de gravité se déplace, d'abord seulement dans le sens de la longueur, progressivement du premier mouvement vers le finale. La brève coda au début simplement accolée est étendue en une espèce de « deuxième développement », et les limites entre exposition et développement deviennent de plus en plus fuyantes.
L'esthétique et les formes classiques sont progressivement déplacées — comme dans la populaire Sonate au clair de lune (op. 27 no 2), qui porte le sous-titre Sonata quasi una Fantasia — par des conceptions poétiques/fantastiques, préfigurant le romantisme. 
Après quelques sonates « classiquement détendues » (comme les sonates faciles op. 49, nos 1 et 2, la virtuosité et la volonté d'expression sont élevées à un niveau encore inconnu, avec la sonate Waldstein (op. 53) ou l'Appassionata (op. 57). Ces tendances à forcer outre mesure le cadre usuel du concept de sonate apparaissent simplement dans les essais d'interprétation contradictoires jusqu'à présent en musicologie concernant l'organisation de l'exposition de l'Appassionata dans le cadre des « modèles d'école » usuels. L'Appassionata appartient aux œuvres les plus discutées de l'histoire de la musique. On la considère souvent comme la plus importante sonate de Beethoven.

##### Œuvre tardive
Les sonates à partir de l'op. 90 (les six dernières sonates pour piano de Beethoven) sont, par leur forme et les tendances musicales qui s'y manifestent, diversifiées et contradictoires.
La première et la dernière de ces sonates (op. 90 et op. 111) ont un nombre de mouvements diminué. En outre, dans toutes les sonates, on reconnaît la tendance à une réduction des moyens pianistiques et à un excès de croissance et d'extension du plan formel. Ceci concerne par exemple la simplification à deux voix donnant un effet de musique de chambre dans le premier mouvement de l'op. 110, ou l'amuïssement dans les parties en forme de récitatif, comme dans le troisième mouvement de la même œuvre, contrastant avec une virtuosité encore augmentée et une extension extrême dans la sonate Hammerklavier op. 106. Face au « souvenir » des temps passés au style simple des sonates du début rappelant Haydn (op.109) surgit parfois une harmonie âcre et anticipant sur la musique du XXe siècle, philosophique, parfois marquée par des dissonances. Beaucoup, comme le seul la répété sur plusieurs mesures dans l'op. 110 fait l'effet bizarre et incompréhensible fonctionnellement de la poursuite d'une « radicalisation individuelle, se débarrassant de tous les conventions et égards ». Les principes de la variation polyphonique et le retour associé aux formes baroques, notamment la fugue y prennent une importance spéciale. Tandis que celles-ci apparaissent sous forme d'un fugato sans accomplissement cohérent, elles présentent des véritables fugues avec les mouvements explicitement marqués « fugue » dans les op. 106 et 110. Mais les fugues de Beethoven se permettent des libertés tout à fait formelles et harmoniques, qui paraîtraient des violations des règles du style usuel de la fugue. Ce mélange et dissolution des catégories formelles a poussé Thomas Mann à mettre dans la bouche du personnage fictif Wendell Kretzschmar de son roman Le Docteur Faustus les paroles suivantes à propos de Beethoven : 

« … Il est arrivé que la sonate s'est conduite dans cet énorme second mouvement, à la fin, vers un non-retour. Et quand il parle de la sonate, il ne pense pas seulement celle-là, en do mineur, mais il pense à la sonate en général, à l'espèce, comme forme d'art héritée…. »

#### Modifications de l'instrument
Vers 1800, le mode de construction des pianos change. Ils commencent par recevoir des étais sur le cadre, pour équilibrer la tension des cordes. Ceci a conduit à un élargissement de l'ambitus jusqu'à sa valeur usuelle actuellement. Cette innovation apporte un agrandissement durable des possibilités d'expression musicale, en particulier dans l'utilisation volontaire de positions extrêmes. Une des œuvres les plus précoces utilisant volontairement ce nouvel ambitus est la Sonate Waldstein de Ludwig van Beethoven. La mise au point de la mécanique de répétition par Sébastien Érard en 1821 permet seule une suite rapide de frappes sur la même note, et ainsi le jeu virtuose du romantisme.

#### Virtuosité et musique d'amateur
Dans les premières décennies du XIXe siècle, un grand nombre de compositeurs actuellement en partie presque oubliés, participent à la production croissante de sonates – soutenus par l'industrie florissante de la librairie musicale et l'émergence de la musique de salon à partir de 1830. Dans les trois premières décennies du XIXe siècle, le niveau technique des pianistes professionnels — corrélatif à l'amélioration rapide de la construction de l'instrument — atteint un niveau encore inconnu jusqu'alors.

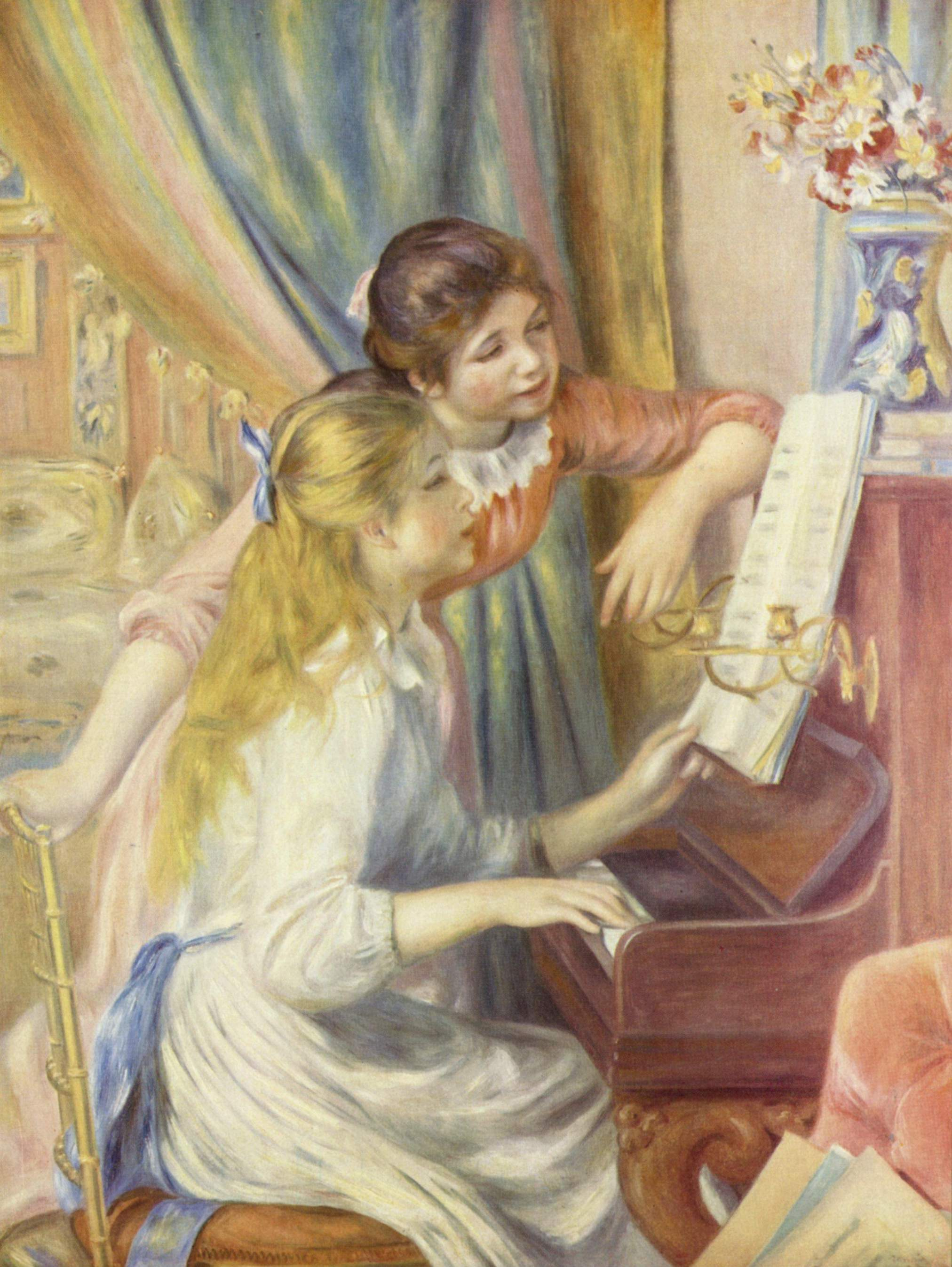
Pierre-Auguste Renoir : Jeunes filles au piano, 1892–1893.

Bien des pianistes et compositeurs actuellement presque oubliés ont créé la base de la technique pianistique romantique avec ses passages aux larges intervalles, sauts, intervalles à l'octave et doubles, ou autres « tours de magie ». Dans les œuvres souvent emportées par les courants de mode d'alors, et dont on juge actuellement de façon critique le « contenu musical », la virtuosité passe fortement au premier plan. Des compositeurs qui se détachent du lot de la « production de masse » de l'époque, on peut citer Johann Nepomuk Hummel, avec sa sonate op. 81 en fa dièse mineur très populaire à l'époque et demandant une grande virtuosité : 
et Carl Maria von Weber. À côté, il y a de nombreux compositeurs célèbres, comme Jan Ladislav Dusík, Leopold Kozeluch, Ignaz Moscheles, et Ferdinand Ries, qui ne sont plus connus actuellement que de peu de spécialistes.
À la fin du XVIIIe siècle et au XIXe siècle, pour les jeunes filles de la bonne bourgeoisie européenne, c'est une composante essentielle de la bonne éducation que d'avoir reçu une formation musicale. La plupart du temps, elle comporte des leçons de piano et de chant. Outre la musique baroque et les morceaux de caractère, on y trouve des sonatines conçues comme morceaux d'exercice, comme de Clementi, Diabelli, et Kuhlau, ainsi que les sonates les plus simples sur le plan technique de Haydn (Hob.:1-15), Mozart (KV 297–283, KV 545) et Beethoven (op. 10 no 1, 14, 49, 79). C'est ainsi qu'apparaît une demande pour des sonates ou sonatines simples, directement conçues sur le plan des exigences stylistique et technique pour le marché de la musique de salon. Beaucoup de ces œuvres font intervenir des méthodes autrement travaillées dans des études « sèches », et sont construites en partie pour mettre à disposition d'élèves peu avancés des œuvres qui peuvent néanmoins développer un certain effet de virtuosité à l'exécution.

## Début de la discussion sur la forme auXVIIIesiècle
On considère souvent que la sonate, ou la sonate pour piano, suit à partir de la seconde moitié du XVIIIe siècle un schéma défini concernant la séquence, voire la forme des mouvements, la formation des thèmes etc. Ceci ne s'observe pas au vu de la construction des œuvres du XVIIIe siècle. Les sonates peuvent avoir de un à quatre mouvements (généralement pas plus de quatre), qui peuvent être composées sous des formes et techniques de mouvement variées. Le nombre des thèmes — thème unique, dualisme du thème ou plus — et la question de leur traitement comparé à une simple succession est en réalité aussi ambiguë à résoudre que la réalisation ou l'existence des parties constitutives de la sonate formulées par la suite, comme l'exposition, le développement, la reprise, la coda, etc. La théorie largement colportée d'une périodisation à nombre pair (2 ou 4) de mesures du thème dans les parties initiale et finale de la période ne correspond souvent pas à la réalité. Par exemple, dans la sonate en sol majeur de Haydn (Hob.:XVI/1), le modèle à quatre mesures est « brisé » par une figure en triolet de doubles croches.

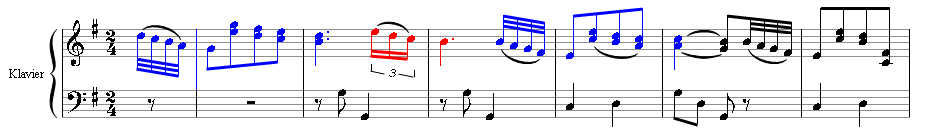
Formation d'une période dans la sonate de Haydn en sol majeur Hob.:XVI/1

On reconnaît plutôt une parenté formelle de style personnel ou régional entre les œuvres. Par exemple les œuvres composées sur la presqu'île ibérique sont souvent des morceaux à un seul mouvement, influencés par des danses instrumentales contemporaines. Par contre, l'Italie semble préférer la parenté avec le concerto comme modèle de forme.
La sonate classique-romantique est une structure définie a posteriori par les théoriciens des XIXe siècle et XXe siècle avant tout à partir des sonates de Beethoven, qui postule une rigueur qui n'a jamais existé en tant que telle. Elle essaie de rassembler des critères formels et un contenu en idées venant d'époques musicales les plus diverses malgré leurs modes de pensée musicale fondamentalement différents. 
À la place d'une définition historiquement discutable de la forme sonate, diverses approches ont été essayées pour encadrer le modèle, dont on peut citer trois ici : 
D'une part, on peut explorer dans quelle mesure divers types de mouvements ont été utilisés dans la musique. Par exemple, le menuet intervient encore à l'occasion comme mouvement final jusqu'à 1775 non seulement dans la sonate pour piano chez divers compositeurs, mais il est de plus en plus exclusivement utilisé comme mouvement interne, pour finalement disparaître presque complètement du tableau des mouvements de la sonate pour piano vers la fin du XVIIIe siècle.
Par ailleurs, un accès par le contenu musical est possible. Il faut conserver un rapprochement entre les aspects de forme et de contenu avec la terminologie. 
Enfin, la question de ce qui est désigné par sonate à une période définie est d'importance fondamentale. Dans ce contexte, une considération isolée de la sonate pour piano n'est pas pertinente. 

### Travaux théoriques
Le concept de sonate apparaît dans de nombreux dictionnaires, encyclopédies et travaux théoriques sur la musique depuis le début du XVIIIe siècle. La première définition du genre se trouve possiblement dans le « Sébastien de Brossard » de 1703 (2e éd. 1705).
Johann Mattheson dans son « Noyau de la science mélodique » de 1713 aborde le genre en détail. Il reprend plus tard ce passage inchangé dans le « Maître de chapelle accompli ». Le « Dictionnaire musical » de Johann Gottfried Walther, paru en 1732 donne aussi une définition du genre sonate.
Le point commun de toutes ces considérations théoriques est qu'elles définissent ou limitent pour l'essentiel la suite des mouvements et l'utilisation de la sonate dans le domaine de la musique instrumentale. Dès 1703, Brossard distingue entre la Sonata da chiesa et la Sonata da camera, c'est-à-dire entre la sonate à quatre mouvements, dans la règle, et la suite, composée d'une succession libre de mouvements divers. 
Une définition plus tardive, exhaustive, se trouve dans l'Essai d'une instruction pour la composition en trois parties, de Heinrich Christoph Koch (1782–1793) et son Dictionnaire musical de 1802. Koch y souligne l'importance centrale d'une construction musicale cohérente dans les termes suivants : 

« Si chaque partie d'une sonate doit contenir un caractère propre, ou exprimer un sentiment particulier, ce n'est pas une raison pour qu'elle consiste en une suite de parties mélodiques successives isolées de façon laxiste, […], mais il faut qu'une telle partie d'une sonate, quand elle doit affirmer un caractère défini et continu, consiste en parties mélodiques entièrement accrochées et rattachées les unes aux autres, afin que le caractère de l'ensemble soit préservé et la représentation, ou plutôt le sentiment, ne soit pas conduit à des égarements. »

| 2 | 3 | 4 |

| 10 | 38 | 2 |

| 0 | 29 | 2 |

| 5 | 12 | 11 |

| 2 | 8 | 10 |

La forme en quatre mouvements consistant en un premier mouvement en forme sonate dans le schéma a-b-a, ou en forme de variations, menuet ou scherzo, ainsi qu'un finale rapide (d'habitude un rondo), a été déclarée obligatoire. Les rapports tonaux fondamentaux entre les mouvements sont aussi décrits. Le premier et le quatrième mouvement devraient être dans la tonalité principale. Il n'est pas rare, dans le cas d'un premier mouvement en mineur, que le finale soit dans la tonalité majeure correspondante. Koch décompose encore le premier mouvement, comme plus tard Antoine Reicha, en deux parties (« Premier mouvement ; intermédiaire et répétition »).
Des définitions ultérieures de la sonate composent la forme des mouvements de sonate en trois parties. Adolf Bernhard Marx souligne en 1847 le caractère en deux parties tonales de l'exposition, l'exigence de leur dualisme de thèmes et l'importance du travail thématique. Le premier, il utilise explicitement le concept de « forme sonate » et attend de la sonate l'intégration des pensées musicales individuelles au sens de l'unité du tout dans la multiplicité.

« Le mouvement principal et le mouvement secondaire sont des opposés, qui s'assemblent étroitement en une unité supérieure englobée dans un tout. »

Cependant, le concept de sonate a encore été discuté de façon polémique en musicologie, comme le montre la citation suivante de Gottfried Wilhelm Fink : 

« Dans l'expression sonate (morceau sonnant), il n'y a rien de précis, comme dans la plupart des dénominations de sortes de compositions, en ce qui concerne le caractère ou la forme : les deux ont été rajoutés dans le mot au cours du temps […] Elle n'a absolument aucune forme particulière, qui ne lui appartienne qu'à elle seule. »

## Romantisme etXIXesiècle
C'est avant tout par les œuvres tardives de Beethoven, au plus tard au début du XIXe siècle, que la sonate, de même que le quatuor à cordes, est définie comme genre « d'exigence spéciale ». Ceci est naturellement aussi valable pour la sonate pour piano.
Les plus grandes dimensions des œuvres individuelles, ainsi que l'exigence augmentée pour une originalité conforme à la compréhension classique, ont naturellement amené une diminution quantitative de la production. Par interaction avec la symphonie, genre le plus important de la musique orchestrale, et le quatuor à cordes, genre éminent de la musique de chambre, la suite de quatre mouvements s'est imposée majoritairement. Le menuet devient de plus en plus rare comme mouvement interne ; il est souvent remplacé (dès chez Beethoven), par un scherzo.
En raison de l'esthétique et de la volonté d'expression tout à fait changées du romantisme, la sonate pour piano subit un changement formel et conceptuel considérable. Au romantisme tardif, dans les œuvres tardives de Franz Liszt et d'Alexandre Scriabine, les premières bases pour la musique et la sonate pour piano du XXe siècle sont posées.

### Franz Schubert

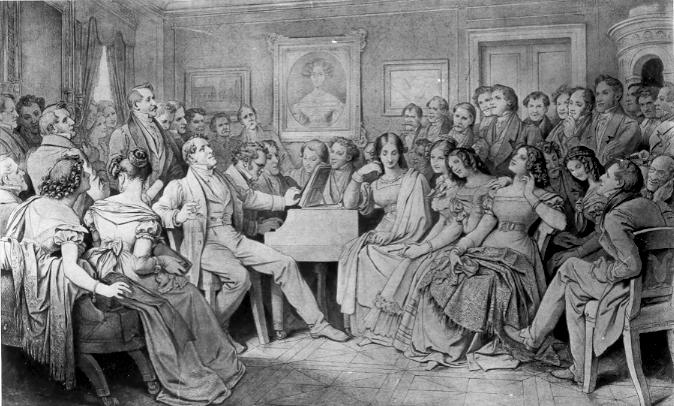
Franz Schubert au piano – Moritz von Schwind : Schubertiade, 1868, dessiné de mémoire

Franz Schubert, au début de sa création, doit porter le lourd poids de l'héritage de Beethoven, et de la forme de sonate établie par son œuvre.
Le dualisme de thèmes de Beethoven, et le modèle de sonate reposant sur son élaboration ne correspondent pas intérieurement à Schubert. Ses pensées musicales s'expriment plutôt en formes de suites comme les formes de lieder et de variations. Les formations mélodiques de Schubert sont si enroulées sur elles-mêmes et refermées qu'elles ne se prêtent que peu à la décomposition, la recombinaison et le traitement de la forme sonate. Comme l'exprime Alfred Brendel, la performance de Schubert dans le domaine de la sonate se montre par l'immédiateté de ses émotions, qu'il ne faut pas comparer à la maîtrise architecturale de Beethoven pour en disqualifier Schubert. Schubert compose autrement que Beethoven, comme un somnambule. Entre 1815 et 1817, ses sonates restent partiellement inachevées. Par exemple, la sonate en mi majeur s'interrompt après le développement, ce qui fait penser que Schubert considère le reste, après la reprise, uniquement comme un travail de routine pour compléter la forme ou que le schéma de sonate le maîtrise — plus qu'inversement. C'est ainsi que K. M. Komma écrit au sujet du premier mouvement de la sonate en la mineur DV 537, qui rappelle Beethoven sur bien des points, mais dans laquelle les différentes phrases ne se soudent pas organiquement, étant séparées en partie par des silences : 

« Ce mouvement est un doute unique sur la sonate au sens traditionnel, un cahot, un redressement et un effondrement épuisé de la forme conventionnelle. Les contrastes ne sont pas antithétiques, ils ne sont pas gérés dialectiquement. »

Dans les sonates de 1817 à 1819, Schubert réussit à mettre au point ses premiers succès avec des formes propres, qui ne sont pas des « formes étiolées de Beethoven, mais de Schubert tout à fait valables ». La sonate en la majeur a été promue sonate la plus populaire de Schubert grâce à l'opérette Das Dreimäderlhaus ainsi que par le film du même nom avec Karlheinz Böhm. À part la fantaisie en ut majeur — une des plus importantes œuvres pour piano de Schubert, qui mêle les formes sonate et fantaisie en une synthèse réussie — il y a une pause dans la création de sonates jusqu'en 1825.

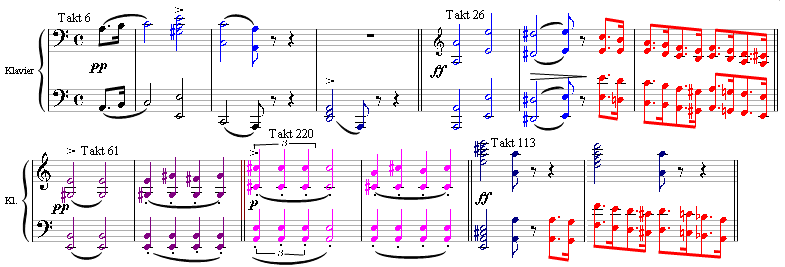
Trois formules rythmiques (Thème principal : bleu ; pont : rouge ; thème secondaire : violet) dans le premier mouvement de la sonate en la mineur op. 143 (DV 784).

Dans les œuvres ultérieures, Schubert se défait de tous les liens gênants de la tradition du genre. L'évasion et la modulation vers des tonalités fortement éloignées, parfois apparentées à la médiante, assouplissent le concept harmonique de la sonate; Par exemple dans la sonate en do majeur DV 840, la tonalité de la bémol majeur est atteinte, et elle conduit par si-bémol majeur et la-bémol majeur au si mineur du mouvement secondaire. La reprise a alors lieu en si majeur puis fa majeur. Schubert structure en partie des mouvements entiers plutôt d'après des modèles rythmiques que par des thèmes ou des harmonies. Ainsi le premier mouvement de la sonate en la mineur DV 784 repose sur trois formes rythmiques soumises au premier et au deuxième thème, ainsi qu'au pont, et qui sont aussi combinées entre elles. Les formules des premier et deuxième thèmes en sont apparentées en formes semblables et séparées entre elles. Tandis que DV 840 a été au début jugée négativement et comme une impasse, en raison de sa disposition harmonique et formelle, elle est considérée actuellement comme une œuvre-clé pour l'idée du principe de la sonate par Schubert et sa pensée musicale, ainsi qu'un précurseur des grands cycles de sonates de 1825/26.
À partir de 1825, les sonates peuvent être considérées comme le summum de sa création du genre. Schubert y lance de grandes arches, osées sur le plan harmonique. Elles sont conçues comme de vastes récits musicaux au caractère fondamentalement lyrique. C'est ainsi que Robert Schumann fait l'éloge des « longueurs célestes » dans ces œuvres de Schubert. Avec leurs ritardandi et pauses soudains, ils donnent une impression très romantique d'improvisation.

### Sonate et fantaisie
La désignation de fantaisie pour un morceau de musique de forme libre, plutôt en forme d'improvisation rhapsodique, pour instruments à clavier est déjà appréciée à l'époque baroque. Des exemples en sont la fantaisie chromatique et fugue de Bach, des fantaisies en ut mineur de Carl Philipp Emanuel Bach ou de Mozart (KV 475). À partir de 1810, cette forme et désignation, qui va vers la théorie artistique du romantisme, jouit d'une popularité croissante, également en raison de l'acceptation croissante par le public espérée. 
Les genres de la fantaisie et de la sonate s'influencent en perdant de plus en plus les critères qui les séparent l'un de l'autre. Même des œuvres de Beethoven y ont une influence, comme la sonate liant les deux genres op. 27 sous-titrée Sonata quasi una Fantasia. Gottfried Wilhelm Fink décrit ce courant de mode en 1826 dans une recension de la sonate en la mineur, op. 42 de la façon suivante : 

« Beaucoup de morceaux portent le nom de fantaisie, avec lesquels la fantaisie n'a que très peu, voire pas du tout de rapport, et que l'on ne baptise ainsi que parce que le nom sonne bien […] Ici, à l'inverse, un morceau porte le nom de sonate, alors que la fantaisie très clairement lui apporte sa contribution majeure et décisive… »

Dans la fantaisie Wanderer de Schubert, les deux genres sont fusionnés, indiquant l'avenir. Cette œuvre peut aussi être interprétée comme un essai anticipant la sonate de Franz Liszt, de transférer les parties formelles du mouvement principal de la sonate à la suite des mouvements de l'ensemble de l'œuvre. Dans ce cadre, l'allegro, l'adagio, le scherzo et le finale reprennent les fonctions d'exposition, développement, reprise et coda. D'autres fantaisies importantes sont la fantaisie en fa-dièse mineur, op. 28 de Felix Mendelssohn, initialement appelée Sonate écossaise, qui derrière les gammes et accords brisés parsemés, montre néanmoins un schéma de sonate, ainsi que la Fantaisie en do majeur, op. 17, qui ne laisse plus que deviner la forme de sonate en raison de nombreuses libertés harmoniques et formelles. Les conséquences des efforts d'émancipation de Beethoven op. 27 vers une forme plus libre apparaissent vite : la sonate Dante de Franz Liszt à un seul mouvement est appelée par le compositeur Fantasia Quasi Sonata. De même, on commence à définir à nouveau la relation tonale au sein des œuvres à plusieurs mouvements, si bien que le lien à une tonalité principale bien définie n'apparaît plus nécessaire. Avec sa Sonata quasi fantasia, op. 6, Felix Draeseke réalise le premier ce type de concept : les trois mouvements sont en do dièse mineur, ré bémol majeur et mi majeur.

### Gardiens du classicisme
Felix Mendelssohn et Johannes Brahms présentent dans leur œuvre des traits tout à fait classiques, tant formels que par le contenu d'expression, bien que se situant naturellement en plein romantisme. C'est ainsi, par exemple, que Brahms continue la tradition de l'exposition de Beethoven.

#### Felix Mendelssohn
Felix Mendelssohn a été de temps en temps pour ses œuvres parfois plus faibles, lisses et sentimentales, rangé parmi les épigones voulant préserver la tradition du classicisme,. Ceci est clair d'après une expression de Schumann, qui à la suite d'une recension des sonates de Mendelssohn écrite en 1827, malgré toute l'admiration pour les œuvres, qu'il faut se représenter le compositeur comme : 

« … se blottissant de la main droite contre Beethoven, regardant vers lui comme vers un saint, et conduit de l'autre main par Carl Maria von Weber. »

Le fait que cette image n'est pas complètement sans fondement se voit sur certaines analogies — comme entre la sonate en si-bémol majeur de Mendelssohn et la sonate Hammerklavier de Beethoven — de sa création de sonates qui laisse parfois absents, jusqu'à sa vingtième année, des traits personnels. Les sonates de Mendelssohn relient la virtuosité avec la sphère de l'idylle familière, et un style contrapuntique à l'effet parfois savant. Réellement plus convaincantes se montrent beaucoup de ses romances sans paroles, la Fantaisie en fa-dièse mineur de 1834, et les Variations sérieuses, que l'on peut ranger parmi les chefs-d'œuvre du genre.

#### Johannes Brahms
Dans la foulée de la controverse sur la nouvelle école allemande progressive autour de Franz Liszt, Brahms est hissé par le public en son « antipape » et désigné comme le « vrai héritier et successeur » de Beethoven. Malgré son progressisme longtemps ignoré, il se maintient sur le plan des principes aux formes héritées et au mouvement de la sonate. Les trois sonates pour piano qui tombent dans les débuts de sa créativité évitent la virtuosité de Liszt et de Chopin, et rapportent leur inspiration plutôt à la chanson populaire. C'est ainsi que se rappelle Albert Hermann Dietrich : 

« Alors, il m'a raconté au cours de la conversation qu'il se rappelait volontiers les chants populaires en composant, et que les mélodies s'installaient alors toutes seules. »

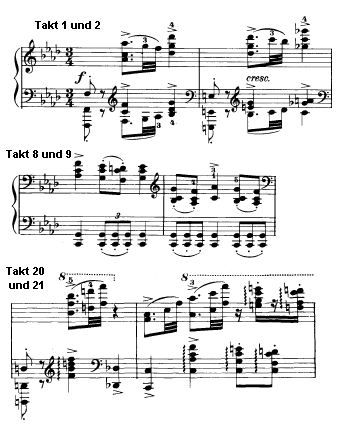
Techniques de variations dans le premier mouvement de la sonate en fa mineur op. 5

Le dualisme des thèmes usuels s'efface au profit d'un processus continu de dérivation, qui fait ressortir le thème secondaire organiquement du thème principal. Un exemple en est le premier mouvement de la sonate en fa mineur, où le thème principal est transformé graduellement dans le thème secondaire. Ainsi, le motif central des mesures 1 et 2, en la-bémol, sol et fa triples-croches-pointées, et la noire sol, changée rythmiquement dans les mesures 8 et 9 en noires et croches, puis étendues dans les mesures 20 et 21 en intervalles mélodiques (la-bémol – do – fa – la-bémol, do – fa – mi – ré). Le thème secondaire arrivant dans la mesure 39 ne fait pas de contraste, mais paraît une suite logique préparée par une variation. Celle-ci doit être comprise comme le cœur de sa technique musicale. Arnold Schönberg verra plus tard dans ce procédé de Brahms un modèle futuriste pour la conception formelle sur une base purement thématique, indépendante des éléments tonaux et formalisés. Tandis que ceci est interprété d'une part comme une synthèse idéale de la forme de la variation et du mouvement de la sonate, il est souligné d'autre part que l'enchaînement des parties du mouvement comme une suite de variantes, dont les paragraphes correspondent encore sur le plan formel externe au schéma de construction du mouvement principal traditionnel de la sonate, mais dont la logique et la fonction musicales internes au sein de l'ensemble de mouvement se sont décidément changés par la technique des variantes.
Face à la première sonate en do majeur tenue plutôt pour classique, la deuxième et la troisième sonate dans leur position romantique présentent sûrement une certaine proximité avec la nouvelle école allemande.

### Typiquement romantiques
Robert Schumann et Frédéric Chopin sont considérés jusqu'à présent comme les représentants typiques et exemplaires de la musique du romantisme. Cependant leur œuvre présente des hypothèses renvoyant réellement à la musique du XXe siècle. Leur œuvre pour piano se réalise plus — dans les conditions de l'époque — sous forme de morceaux assez courts et à petits mouvements, aux formes et titres moins formalisés, comme fantaisie, impromptu, mazurka, nocturne, variation, intermezzo, romance, ou des titres d'inspiration non musicale, comme morceau de nuit, de forêt ou de fantaisie, scènes d'enfants, chant, arabesque, carnaval, plutôt que sous la forme de sonate. 

#### Robert Schumann
Les trois sonates pour piano de Robert Schumann manquent, comme aussi bien d'autres sonates de Schubert, d'une cohérene réellement organique, en raison de leur composition à partir d'éléments très souvent mélodiques. 
Les œuvres sont plutôt caractérisées par des prétextes et concepts poétiques (Florestan et Eusébius), et des relations en pensée avec sa femme Clara, que par un travail visant une cohérence thématique. Le « mélange bien trop varié des tonalités » rencontré et déploré alors est apprécié actuellement plutôt comme un progrès harmonique historiquement logique.

« Dans bien des suites d'harmonie, les dissonances sont utilisées, et leur dissipation ultérieure n'adoucit la rudesse de leur impression qu'à une oreille expérimentée. »

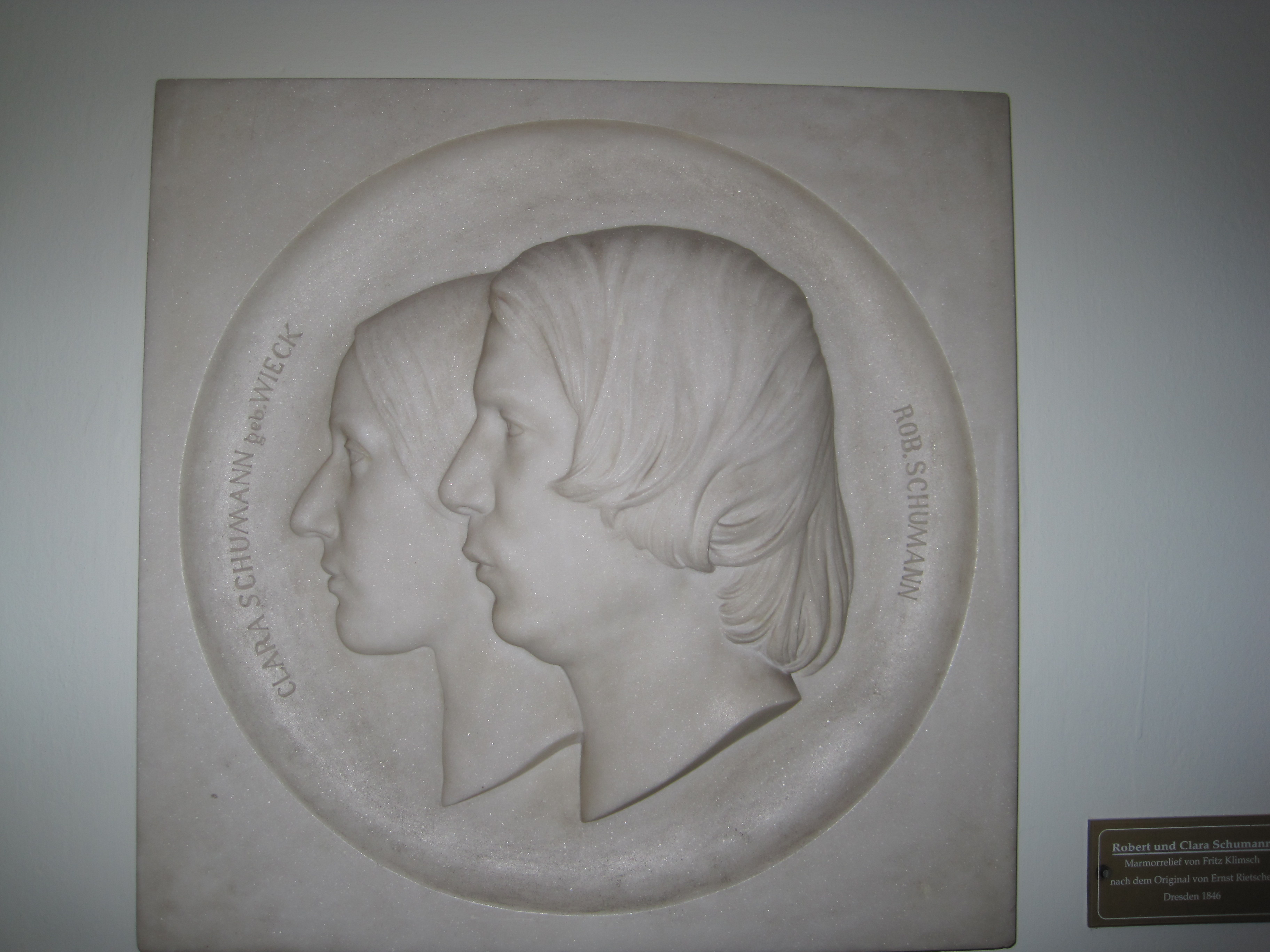
Clara et Robert Schumann (Ernst Rietschel, 1846)

Les parties formelles d'exposition, développement et reprise sont difficiles à délimiter les unes des autres dans ses sonates. Schumann lui-même a aussi été relativement vite envahi de doutes sur la fonction traditionnelle, la justification historique et la position sociale de la sonate. Ceci se voit dans ses énonciations comme critique musical, où le caractère problématique du genre sonate devient exemplairement clair : 

« … il n'y a pas de forme plus noble par laquelle la haute critique pourrait s'introduire et se rendre aimable, et la plupart des sonates sont donc seulement une espèce de spécimens, à considérer comme des études de forme ; elles ne sont guère nées d'une poussée interne et forte. […] De belles apparitions individuelles de ce genre apparaîtront certainement ici ou là, et il y en a déjà eu ; pour le reste, il semble que cette forme a parcouru le cycle de sa vie… »

#### Frédéric Chopin
Il est souvent reproché à Frédéric Chopin de ne pas maîtriser les formes majeures comme le concerto pour piano ou la sonate, parce qu'elles vont à l'encontre de ses intentions. Ceci se voit dans une citation contemporaine de Franz Liszt : 

« Il lui faut faire violence à son génie, tant qu'il essaie de le soumettre à des règles et dispositions qui ne sont pas les siennes, et ne coïncident pas aux exigences de son esprit. […] Il ne peut pas ajuster à la forme étroite, rigide l'aspect planant, indéfini des contours qui forment le charme de sa manière. »

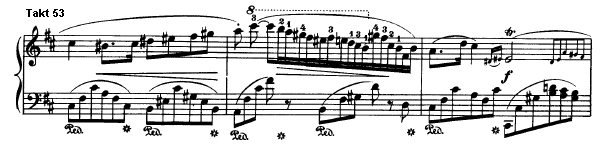
Ornementation typique de Chopin dans les mesures 53 à 55 du premier mouvement de la sonate pour piano no 3 en si mineur.

Ce sont surtout ses expositions (spécialement dans la sonate en si mineur) qui apparaissent à beaucoup de ses critiques contemporains embrouillées et thématiquement surchargées. La musicologie a montré depuis que ce jugement simpliste n'est pas justifié.
Chopin a écrit trois sonates pour piano, qui à côté de la Sonate pour piano en si mineur de Franz Liszt peuvent aussi être considérées comme « les plus achevées sur le plan pianistique et formel depuis Beethoven ». La sonate précoce en do mineur est considérée comme une œuvre bien résolue sur le plan formel, mais un peu académique du temps des études, qui reste dans l'ombre des deux sonates suivantes de la maturité.
La plus populaire a été sa deuxième sonate en si-bémol mineur — notamment à cause de la marche funèbre souvent jouée par les formations de cuivres à l'occasion d'enterrements. Chopin parcourt dans ces œuvres le chemin en direction d'une unité cyclique en utilisant le principe de la variation développée. Malgré une harmonie moderne, élargie sur le plan chromatique, ainsi que l'ornementation typique de son style et la conduite sinueuse des voix polyphoniques, elle reste cependant clairement composée. Les thèmes secondaires parfois très opposés au contenu expressif sont développés graduellement à partir du thème principal. 

« Au sein d'une phrase, les thèmes de Chopin paraissent parfois presque statiques. […] Comme un thème ressort d'un autre sans intermédiaire ni interruption, on peut constater dans la musique de Chopin, plus fort qu'ailleurs, que la force créative de la forme est issue de la transformation graduelle de la pensée thématique. »

Chopin déroge par là largement aux règles tonales ou formelles du mouvement de la sonate. Ces « dérogations aux règles » contre la « forme sonate conventionnelle » peuvent toutefois indiquer une « conception consciemment modifiée du mouvement de la sonate » au sens des lignes suivies plus tard par Liszt et autres.
Chez certains contemporains, la deuxième sonate, inhabituelle, provoque la surprise. C'est ainsi que Robert Schumann, qui a présenté Chopin au monde spécialisé comme un génie, écrit : « On préférerait nommer caprice le fait d'avoir nommé cela sonate, si ce n'est l'exubérance d'avoir couplé ensemble ses enfants les plus fous. » Il aurait voulu remplacer la marche funèbre par un adagio, par exemple en ré-bémol; et le finale rapide à l'unisson, où Anton Rubinstein entend le vent de la nuit s'engouffrant au-dessus des tombes, il le rejette complètement
Contrairement à la sombre deuxième sonate, la troisième fait une impression plus lumineuse. La belle cantilène accomplie classiquement du deuxième thème de l'allegro maestoso, les figures aériennes en croches du scherzo, et le largo rappelant un nocturne y contribuent. L'œuvre se termine avec un finale grisant en forme de rondo, qui « anticipe rhapsodiquement sur la chevauchée des Walkyries » et la coda brillante réservée aux virtuoses.

#### Hors de l'espace allemand
Le centre de gravité du développement de la sonate à l'époque du classicisme et du romantisme se situe principalement dans les pays marqués par la culture et la langue allemandes d'Europe centrale (Pays allemands : Reich allemand, Autriche-Hongrie, Danemark périphérique ainsi que des parties de la Pologne et de la Tchéquie actuelles). Dans des pays avec une autonomie culturelle élevée aussi sur le plan musical, comme l'Espagne, l'Italie ou la France, la sonate pour piano joue plutôt un rôle accessoire dans la création musicale. On peut évoquer des exemples isolés, comme la sonate programmatique op. 33 Les quatre âges de la vie de Charles-Valentin Alkan ou la sonate en mi bémol mineur de Paul Dukas, qui conduisent déjà vers le XXe siècle — comme la sonatine en fa-dièse mineur obéissant aux règles classiques de Maurice Ravel. La forme de la sonate est restée de façon compréhensible éloignée de la musique impressionniste. Dans l'œuvre pour piano imposante de Claude Debussy, le genre de la sonate n'apparaît pas. Dans les pays scandinaves et en Russie, qui sont plus perméables aux traditions musicales allemandes, le genre s'est épanoui.

##### Scandinavie
Dans l'espace scandinave, on peut souligner Johann Peter Emilius Hartmann, Niels Wilhelm Gade, et Edvard Grieg. Les œuvres de Hartmann alors très appréciées remplissent presque « scolairement » les exigences de la forme de sonate. Dans sa deuxième sonate, on peut entendre des sons de bourdon et d'orgue renvoyant à la musique populaire d'Europe du Nord. La conception stricte de la sonate est brisée dans l'œuvre de Gade en faveur d'une humeur de fond poétique s'exprimant plutôt sous forme de lieder. Le ton nordique spécifique de Gade est déjà souligné par Schumann : 

« … notre jeune artiste des tons a été élevé par les poètes de sa patrie, il les connaît et les aime tous ; les vieux contes et récits l'ont accompagné sur les chemins de son enfance, et la harpe géante d'Ossian lui est venue de la côte d'Angleterre. »

La seule sonate du compositeur norvégien Edvard Grieg contredit par contre tout à fait — malgré une harmonie progressiste, anticipant sur l'impressionnisme — le concept de développement de la sonate, par sa succession d'idées miniatures, à l'effet parfois typiquement nordique, refermées sur elles-mêmes.
()

##### Russie
La musique russe du XIXe siècle est marquée par la bataille entre les musiciens pro-occidentaux, reprenant la tradition musicale allemande, comme Piotr Ilitch Tchaïkovski, et les autodidactes qui essaient d'établir une musique nationale basée sur des influences indigènes, comme c'est poursuivi par exemple par le Groupe des Cinq. La sonate pour piano, genre défini dans sa forme, a une chance plutôt chez les traditionalistes. Les sonates virtuoses, mais peu innovantes sur le plan musical d'Anton Rubinstein, sont alors très appréciées. D'autres œuvres à signaler sont la sonate en sol majeur de Tchaïkovski au rythme bouleversant et à l'expression romantique, les deux sonates d'Alexandre Glazounov, ainsi que la sonate en fa mineur op. 27 à un mouvement de Sergueï Liapounov, qui s'oriente vers Liszt. Le seul compositeur foulant formellement et harmoniquement une terre nouvelle devrait rester Alexandre Scriabine.

### Précurseurs de la modernité
Bien que Franz Liszt et Alexandre Scriabine à son début soient à ranger dans le romantisme tardif, en raison de leurs libertés et de leurs innovations harmoniques et formelles, on peut les considérer dans leur œuvre tardive comme des précurseurs de la musique du XXe siècle et d'une forme modernisée de la sonate.

#### Franz Liszt
Dans l'œuvre de Franz Liszt se montrent déjà des facteurs réels pertinents pour la dissolution de la sonate pour piano du XXe siècle. On peut nommer la tendance brisant la forme vers la musique à programme. C'est ainsi que Liszt réclame pour lui le droit de définir les formes par le contenu, et il écrit : 

« La musique instrumentale marchera plus sûrement et victorieusement sur le chemin du programme, avec ou sans l'approbation de ceux qui se prennent pour les plus hauts juges en matière d'art. »

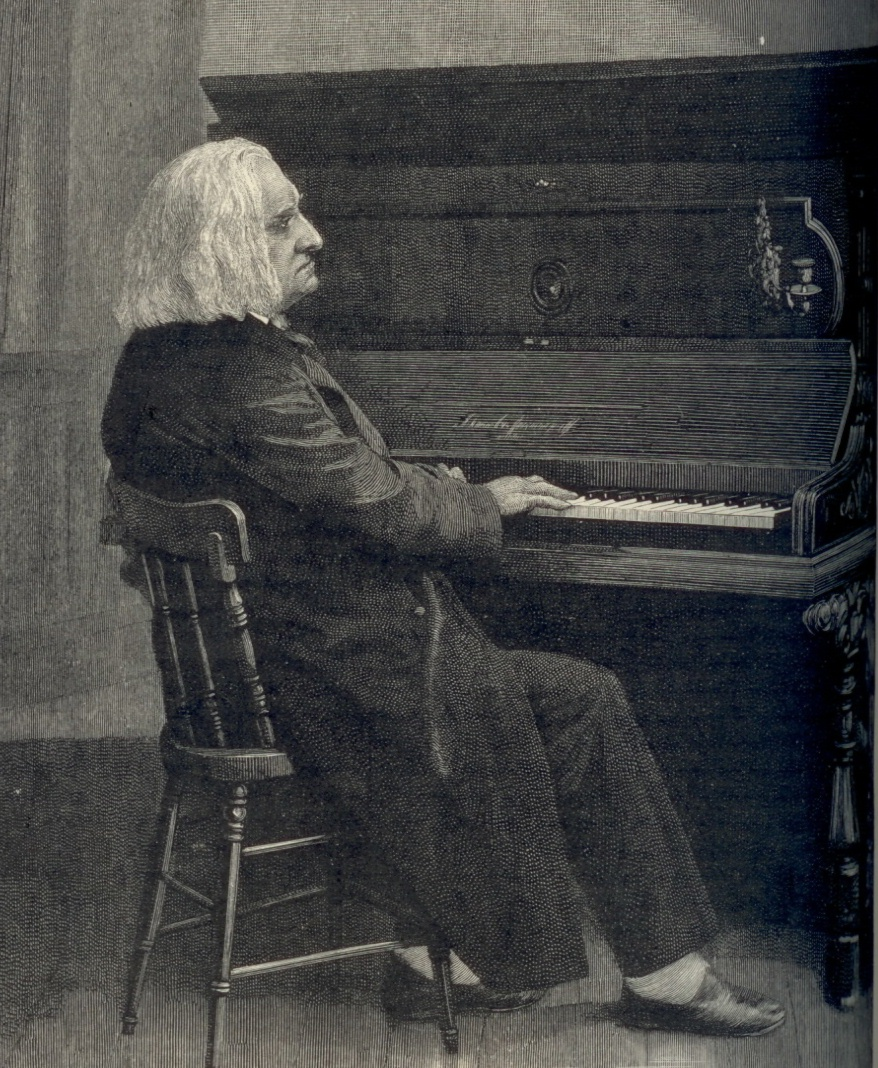
Franz Liszt au piano. Basé sur une photographie. Century Magazine, 1886

Ce changement de centre de gravité est clair sur le titre de sa sonate Dante, auquel il ajoute, en s'appuyant sur l'op. 27 de Beethoven, le complément Fantasia quasi Sonata. Sortant du principe de Beethoven de la dérivation par contraste, des principes de composition monothématiques contredisant le principe dialectique de la sonate. La virtuosité y devient un moyen de la variation et de l'intégration formelle du matériau expérimental. La progressivité de Liszt comme précurseur précoce de l'atonalité ne sera reconnue que tardivement. Presque vingt ans avant le Tristan de Wagner qui change le monde musical, des changements harmoniques révolutionnaires se manifestent avant tout dans les œuvres pour piano de Liszt. D'autres compositeurs suivront ce chemin jusqu'à l'éclatement de la forme sonate.
La sonate en si mineur en est un bon exemple, car ses innovations influenceront fortement des compositeurs comme César Franck et Alexandre Scriabine.
Avec sa grande sonate de 1853, Liszt essaie de donner aux mouvements qui se chevauchent la forme d'un mouvement principal de sonate avec une coda largement arrangée. La musicologie a consacré à cette sonate une profusion d'analyses de formes différentes. Déjà le contemporain Louis Köhler atteste que malgré les écarts aux formes de sonates connues, elle présente une construction ordonnée en sorte que son plan de base présente quand même dans ses grandes lignes des parallèles avec celles d'une sonate. Le lien entre structure à un mouvement et à plusieurs mouvements, ainsi que la tentative d'une unité cyclique dépassant les œuvres est mise en relief. Il est souvent essayé de décrire l'œuvre par la définition d'une synthèse entre mouvement de sonates et cycle de sonates.

### Liste de compositeurs importants de sonates pour piano duXIXesiècle
- Beethoven, Ludwig van (1770–1827 ; 32 sonates)
- Brahms, Johannes (1833–1897 ; 3 sonates)
- Burgmüller, Norbert (1810–1836 ; 1 sonate)
- Chopin, Frédéric (1810–1849 ; 3 sonates)
- Clementi, Muzio (1752–1832 ; 72 sonates pour piano)
- Draeseke, Felix (1835–1913 ; 1 sonate)
- Hummel, Johann Nepomuk (1778–1837 ; 4 sonates et 1 sonatine)
- Liszt, Franz (1811–1886 ; 1 Sonate)
- Liapounov, Sergueï (1859-1924 ; 1 Sonate et 1 Sonatine)
- Reubke, Julius (1834-1858 ; 1 sonate)
- Schubert, Franz (1797–1828 ; 11 sonates terminées)
- Schumann, Robert (1810–1856 ; 3 sonates, fantaisie en do majeur, op. 17 qui peut être considérée comme une sonate)
- Tchaïkovski, Piotr Ilitch (1840–1893 ; 2 sonates)
- Weber, Carl Maria von (1786–1826 ; 4 sonates)

## XXesiècle
Les sonates pour piano sont marquées comme la musique du XXe siècle en général par trois tendances : 
- L'abandon de la tonalité au profit de la tonalité libre, de la musique atonale, dodécaphonique ou sérielle.
- La conservation d'une tonalité formée comme précédemment, muée en bi- ou polytonalité, de nouveaux concepts de tonalité, ou le retour néo-classique sur les moyens de conception traditionnels.
- L'abandon, ou le soutien conscient, voire la réactivation de principes et formes structurants hérités.

### Alexandre Scriabine
Dans les dix sonates pour piano (en omettant deux œuvres de jeunesse) d'Alexandre Scriabine, on peut particulièrement bien observer le développement formel et harmonique trouvé chez Liszt, depuis le romantisme tardif jusqu'à l'atonalité, et la dissolution corrélative de la forme sonate. Ce chemin commence avec des œuvres qui rappellent largement Chopin et occasionnellement Liszt, et font sentir l'influence de Richard Wagner. Il se positionne ensuite après une harmonie d'altérations extrêmes jusqu'à des œuvres à ton libre ou atonales, et y montre aussi un processus de dissolution formelle. 
Déjà dans la première sonate, on trouve une communauté de substance regroupant tous les mouvements par un motif caractéristique de triton ainsi qu'une harmonie d'altération sur la base d'un accord de Tristan. Dans les trois premières sonates cependant, malgré le caractère improvisé de la musique dû à de nombreux ritardandi, points d'orgue, pauses, et impressions sonores difficiles à interpréter sur le plan tonal, on retrouve une logique musicale sur la base des transformations de thèmes et de leur développement/relation, ainsi qu'un lien rudimentaire d'harmonie fonctionnelle. Dans la troisième sonate, malgré les quatre mouvements dans l'organisation globale, les différentes phrases n'ont plus de fonctions dualistes pour le thème ou harmoniques selon le principe de la sonate, mais sont plutôt à considérer comme des développements des thèmes d'une cellule originale, qui peuvent aussi surgir simultanément en contrepoint. L'association des mouvements avec des intervalles spéciaux, comme le saut de quarte dirigé vers le haut dans la troisième et quatrième sonate, éventuellement les accords de quarte complets (accord mystique), deviennent progressivement plus importants que la formation habituelle de thèmes.
La forme sonate devient à vue d'œil une coquille vide, et à partir de la cinquième sonate, l'unicité de mouvement est atteinte. Cinq thèmes forment ici la base d'un développement élargissant la forme sonate. Pour la dernière fois, Scriabine met des armures — changeant fréquemment. La métrique, qui par exemple dans les 48 premières mesures de l'op. 53 change entre 2/4, 5/8, et 6/8, et est parfois polymétrique, ne peut plus contribuer à la forme. 
Les sonates 6 à 10 produisent une formation de configuration par la concentration sur certains « centres sonores » et formes rythmiques, et accomplissent ainsi — préparant la musique sérielle — la fin définitive ou la transformation de la forme sonate.

### Atonalité
Dans l'atonalité, ou la musique dodécaphonique, la sonate perd définitivement sa force créatrice de forme, qui était liée indissolublement avec la tonalité et l'importance pour l'harmonie fonctionnelle des accords (en particulier de tonique et de dominante). Ceci a conduit Theodor W. Adorno à s'exprimer ainsi : 

« Le sens de la reprise classique de la sonate est indissociable du schéma de modulation de l'exposition et des écarts harmoniques du développement. […] La difficulté centrale d'une forme de sonate dodécaphonique réside dans la contradiction entre les principes de la technique dodécaphonique et le concept de dynamique constitutif de l'idée de sonate. […] Comme elle a dévalorisé les concepts issus de la musicologie et le thème, elle exclut toutes les catégories dynamiques de forme, exposition, pont et développement. »

Néanmoins, Arnold Schönberg et ses élèves s'occupent intensément du problème de la sonate, et créent des œuvres dans ce genre. On a par exemple la Sonatina Seconda (1912) de Ferruccio Busoni, qui est atonale, la troisième sonate pour piano d'Ernst Křenek,, qui utilise malgré la technique dodécaphonique des techniques de construction de mouvements traditionnelles, ou la sonate pour piano no 1 (1923) de Hanns Eisler. Dans sa sonate no 3, la main droite joue la série dodécaphonique, sous laquelle après une mesure, la main gauche joue le renversement à la basse (sans les notes 8 et 9), puis la forme originale. Il semble que la thématique comme élément essentiel pour donner la forme rende possible le paradoxe d'une forme de sonate sans structure tonale.
L'Américain Charles Ives aborde le problème de façon moins académique, et dans sa sonate de trois pages et ses sonates pour piano no 1 et 2, il relie de façon syncrétique des formes classiques, des cadences standard, des citations de la 5e symphonie et de la sonate Hammerklavier de Beethoven, du ragtime, des choraux, de la polytonalité et de l'atonalité, et du cluster. On peut considérer cela à la fois comme un hommage et un persiflage des traditions sanctifiées de la tradition musicale européenne. Ives écrit lui-même sur le titre de sa deuxième sonate (Concord, 1916–1919) : 

« Un groupe de cinq morceaux, appelé sonate faute d'un nom plus exact, car la forme, peut-être la substance, ne le justifie pas. »

### Tonalité étendue
La pluralité des mouvements, et un certain appui formel sur les œuvres du XIXe siècle se retrouve surtout chez des compositeurs qui travaillent encore sur une base tonale, avec — relativement à l'époque — une esthétique ou un langage musical conservateur, comme Igor Stravinsky, Paul Hindemith, Sergueï Prokofiev ou Béla Bartók. À la suite des sentiments antiromantiques du XXe siècle, on évite néanmoins le concept héroïco-monumental de la sonate, on se décale sur des désignations plus dépouillées et diminutives, comme sonatine, petite sonate ou simplement morceau pour piano.
Le recours aux formes héritées dans le sillage du néo-classicisme ou du néo-baroque y joue un rôle important — toutefois transposé avec des moyens modernes. Des exemples en sont les sonates 3 et 5 de Prokofiev, qui évitent avec un style dur et clair le romantisme, et se rapprochent du modèle classique. Dans ses trois sonates, Paul Hindemith prend en compte sa propre instruction à la tonalité, comme critère formel des sonates ; Béla Bartók tente de satisfaire dans sa sonate créée en 1926 les exigences de la forme sonate par la construction d'éléments rythmiques. De Sergueï Rachmaninov proviennent deux sonates monumentales, post-romantiques (1907 et 1913). Des compositeurs comme Max Reger et, ses successeurs, comme Joseph Haas, Julius Weismann et Hermann Schroeder se montrent dans leurs sonates et sonatines comme des conservateurs de la forme classique/romantique et de son contenu musical.

### Après 1945
Dans les deux premières décennies après la seconde Guerre mondiale, la technique de composition sérielle dominante a relégué la sonate pour piano à une forme quasiment vide de signification. Il est douteux que des œuvres comme les trois sonates atonales de Pierre Boulez puissent encore être nommées sonates, vu ses remarques que « ces formes préclassiques et classiques sont le plus grand contresens de l'histoire contemporaine. » La même chose est valable pour les Sonatas and Interludes pour piano préparé de John Cage, qui contient 16 sonates. Dans sa Sonata per Pianoforte de 1959 en trois mouvements, Hans Werner Henze construit des liens dépassant les mouvements, par la transformation du matériel de base des motifs. Il écrit ainsi : 

« Il est peut-être vrai que des formations comme la sonate n'ont plus de signification constructive. Avec l'abandon de l'harmonie fonctionnelle, elles sont en tous cas remises en question. Mais malgré l'extinction de quelques éléments typiques de vie, des facteurs de formation sont restés debout, des tensions existent encore et de nouvelles polarités ont été inventées et s'inventent encore… »

Dans la musique contemporaine plus récente, les sonates pour piano ne sont de toute manière que peu représentées, néanmoins, certains compositeurs écrivent même des cycles entiers d'œuvres pour piano, mais la plupart du temps en utilisant des titres programmatiques (par exemple de Moritz Eggert : piano martelé) ou des compositeurs se décident pour la désignation la plus libre morceau pour piano. Des représentants importants de ce genre sont Karlheinz Stockhausen et Wolfgang Rihm, qui reprennent des modèles de sonates classiques en les interprétant de façon nouvelle. 
Un lien entre la forme classique et les marques stylistiques du jazz a été créé par Eduard Pütz dans sa Jazz Sonata for Piano (1998).

### Liste de compositeurs importants de sonates pour piano duXXesiècle
- Barber, Samuel (1910–1981 ; 1 sonate)
- Bartók, Béla (1881–1945 ; 1 sonate)
- Bax, Arnold (1883–1953 ; 4 sonates)
- Berg, Alban (1885–1935 ; 1 sonate)
- Blacher, Boris (1903–1975 ; 1 sonate)
- Bohnke, Emil (1888–1928 ; 1 sonate)
- Boulez, Pierre (1925-2016 ; 3 sonates)
- Bridge, Frank (1879–1941 ; 1 sonate)
- Cage, John (1912–1992 ; Sonatas and Interludes)
- Copland, Aaron (1900–1990 ; 1 sonate)
- Dutilleux, Henri (1916-2013 ; 1 sonate)
- Eisler, Hanns (1898–1962 ; 3 sonates)
- Enesco, Georges (1881–1955 ; 2 sonates)
- Frommel, Gerhard (1906–1984 ; 7 sonates)
- Karel Goeyvaerts (1923-1993; 1 sonate)
- Haas, Joseph (1879–1960 ; 3 sonates)
- Henze, Hans Werner (1926–2012 ; 1 sonate)
- Hindemith, Paul (1895–1963; 3 sonates)
- Ives, Charles (1874–1954; 2 sonates)
- Khatchatourian, Aram (1903–1978 ; 1 sonate et 1 sonatine)
- Martinů, Bohuslav (1890–1959 ; 1 sonate)
- Jolivet, André (1905–1974 ; 2 sonates)
- Kabalevski, Dmitri (1904–1987 ; 3 sonates)
- Karg-Elert, Sigfrid (1877–1933 ; 3 sonates)
- Kochan, Günter (1930–2009 ; 1 sonate)
- Křenek, Ernst (1900–1991 ; 7 sonates)
- Medtner, Nikolaï (1880–1951 ; 14 sonates)
- Milhaud, Darius (1892–1974 ; 2 sonates)
- Ornstein, Leo (1892–2002 ; 5 sonates)
- Pepping, Ernst (1901–1981 ; 4 sonates)
- Pütz, Eduard (1911–2000 ; Jazz Sonata, Jazz-sonatine)
- Prokofiev, Sergueï (1891–1953 ; 9 sonates)
- Rachmaninov, Sergueï (1873–1943 ; 2 sonates)
- Chostakovitch, Dmitri (1906–1975 ; 2 sonates)
- Schroeder, Hermann (1904–1984 ; 3 sonates, 3 sonatines)
- Scriabine, Alexandre (1872–1915 ; 10 sonates)
- Sorabji, Kaikhosru Shapurji (1892–1988 ; 6 sonates)
- Stravinsky, Igor (1882–1971 ; 2 sonates)
- Szymanowski, Karol (1882–1937 ; 3 sonates)
- Tippett, Michael (1905–1998 ; 4 sonates)
- Ullmann, Viktor (1898–1944 ; 7 sonates)
- Valen, Fartein (1887–1952 ; 2 sonates)